# Erin McKean

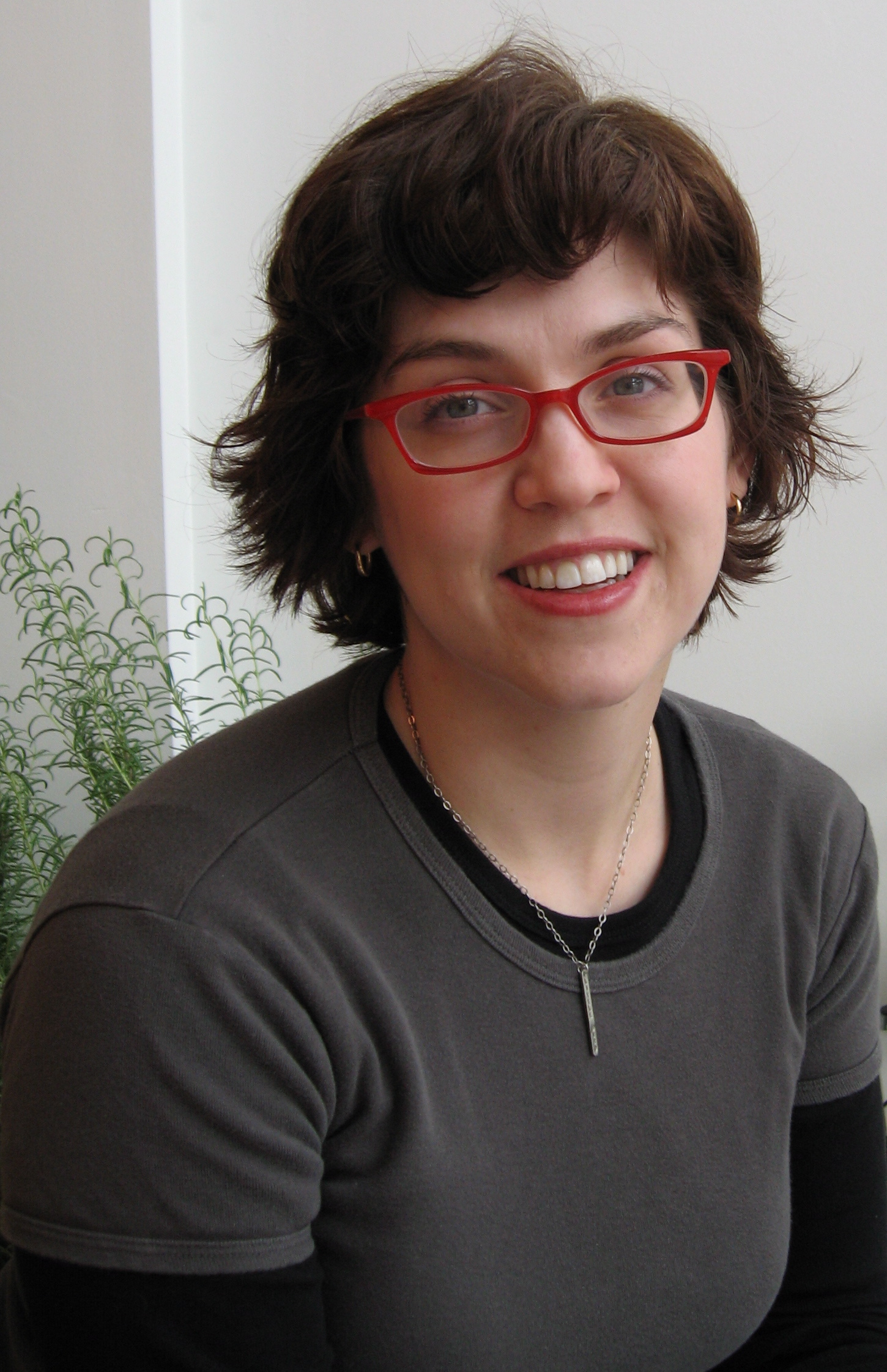
Erin McKean

Erin McKean (1971) is een Amerikaans lexicograaf. Zij was redacteur van de tweede druk van de New Oxford American Dictionary en is redacteur van het literaire tijdschrift Verbatim, een viermaal per jaar verschijnend populairwetenschappelijk blad over taal.
McKean heeft een aantal boeken geschreven op haar vakgebied: Weird and Wonderful Words, More Weird and Wonderful Words, Totally Weird and Wonderful Words, and That’s Amore. 
Zij is lid geweest van de adviesraad van de Wikimedia Foundation.
McKean omschrijft zichzelf als Dictionary Evangelist en toont vooral interesse in het ontstaan en gebruik van nieuwe woorden. Zij is CEO en medeoprichter van het interactieve online-woordenboek Wordnik.
Erin McKean lanceerde de zogeheten 'wet van McKean', een variant op de Wet van Muphry:
"Elke correctie van het taalgebruik van anderen bevat op zijn minst één spelling- of grammaticafout".